# 硕放街道
31°28′47″N 120°26′34″E / 31.47968°N 120.44288°E
硕放街道，是中华人民共和国江苏省无锡市新吴区下辖的一个街道，位于无锡市东南郊，距离无锡市区10公里左右，距离苏州市区20公里左右，为两中心城区之间。国内生产总值在无锡市92个乡镇中名列前茅。硕放人口4.3万，土地面积为46平方公里。

## 历史沿革
2006年2月8日，无锡市人民政府撤销滨湖区硕放镇，在原辖区基础上设立硕放街道办事处。

## 行政区划
硕放街道下辖以下地区：
硕放镇社区、振发社区、润硕苑社区、咏硕苑社区、新锦园社区、南星苑第一社区、南星苑第二社区、大墙门社区、墙联社区、墙裕社区、东新社区、安桥社区、香楠社区、黄家门社区、西典巷社区、硕放社区、新梅路社区、建丰社区、杨家湾社区、合新社区、秦村社区、娄金社区、吉祥社区、香楠佳苑社区、丽景佳苑第一社区和硕放工业园区社区。

## 交通
- 苏南硕放国际机场
- 沪宁高速公路（硕放第六出口）
- 312国道
- 京沪铁路：硕放站
- 京杭大运河

## 苏南硕放国际机场
由于上海国际机场计划的东移（指上海浦东国际机场），长江三角洲中下游的航运物流中心西迁至此，正由军用改建成军民合用的机场，无锡市计划改建硕放机场为国际机场，由无锡市和苏州市共同出资建设；而苏州市建设货运性机场，无锡与苏州正在商谈进一步合作。

## 文化
- 昭嗣堂，称“香楠厅”“楠木厅”，为无锡市30多个楠木厅中最大的

## 工业
- 硕放工业园区